# روتان فوياجر
روتان فوياجر (نموذج 76 فوياجر) (بالإنجليزية: Rutan Voyager)‏ هي طائرة حاملة لرقم قياسي، أنتجت في الولايات المتحدة. من صناعة سكاليد كومبوزيت. كان أول طيران لها في يونيو 22, 1984. دخلت الخدمة في 1984، انتهت خدمتها في 1987. صنع منها 1 طائرة.
بنيت لغرض واحد، وهو أن تطير حول العالم دون توقف. وقد تحقق ذلك في ديسمبر 1986 من قبل ديك روتان وجينا Yagerové. واستمرت رحلتهم 216 ساعة قطعا فيها مسافة 40252 كم.

## المواصفات
الطاقم: 2
- جناحيها: 33.83 م
- طول: 7.86 م
- الطول: 3.18 م
- الجناح المساحة: 30.10 م 2
- الوزن فارغة: 842 كجم الوزن عند المغادرة إلى الرقم القياسي العالمي: 4472 كجم
- المحرك: السائل تبريد المحرك الخلفي فوياجر تيليدين كونتيننتال O-200 مع 82 كيلوواط (108 حصان) ونموذج المحرك الأمامي تبريد الهواء ستاندارت كونتيننتال O-240 مع 97 كيلوواط (128 حصان)
- السرعة: 193 كلم / ساعة (مع الريح الخلفية 238 كم / ساعة)
- المدى: 41,840 كم